# Estación de El Cerezo
El Cerezo es una estación de ferrocarril situada en el municipio español de Cerezo de Arriba, en la provincia de Segovia. La estación, perteneciente al ferrocarril directo Madrid-Burgos, en la actualidad carece de servicio de viajeros.

## Situación ferroviaria
La estación pertenece a la línea férrea de ancho ibérico Madrid-Burgos, situada en su punto kilométrico 116,5. Se halla entre las estaciones de Santo Tomé del Puerto y Riaza. El tramo es de vía única y está sin electrificar.

## Historia
Las instalaciones ferroviarias de El Cerezo forman parte del ferrocarril directo Madrid-Burgos. Esta línea fue inaugurada en julio de 1968,aunque este apeadero es posterior, siendo construido entre 1978 y 1979, equidistante junto a la SG-115 de la localidad de Cerezo de Arriba y la estación de esquí de La Pinilla, fue ideado para dar servicio a ambas entidades. 
En el momento de su inauguración el trazado de la línea, tras haberse prolongado las obras varias décadas, esta formaba parte de la red de RENFE. El objetivo del ferrocarril era reducir el tiempo de recorrido entre Madrid y la frontera francesa, pero para la década de 1990 la línea se encontraba institucionalmente abandonada en franca decadencia y la mayoría de estaciones fueron cerradas a los servicios de pasajeros. Desde enero de 2005, con la extinción de la antigua RENFE, el ente Adif pasó a ser el titular de las instalaciones ferroviarias, incluido este apeadero.
Tras el derrumbe en el túnel de Somosierra, en 2011, no circulan servicios ferroviarios por este tramo.